# Империал (банк)
Банк «Империал» — ныне несуществующий частный российский банк, прославившийся в 1990-х годах своими рекламными роликами серии «Всемирная история»

## История
Акционерный банк «Империал» зарегистрирован в Москве 28 декабря 1990 года. Генеральная лицензия Центрального банка Российской Федерации на проведение банковских операций в рублях и иностранной валюте была предоставлена банку 29 января 1993 года. В середине 1990-х годов банк вёл активную коммерческую деятельность. Активно участвовал в урегулировании долгов бывшего СССР. В этот период в число его акционеров входили РАО «Газпром» и АО «Нефтяная компания Лукойл». В 1995 году вошёл в международную платежную систему VISA International, став, таким образом, первым в России банком, который начал выпускать пластиковые карточки VISA с рублевым покрытием.
В 1997 году собственный капитал банка составлял 1,359 трлн руб., а группа банка «Империал» включала целый ряд предприятий и организаций из различных секторов экономики: 2 московских коммерческих банка, 4 филиала (в Санкт-Петербурге, Калининграде, Перми и Волгограде), 1 филиал, 4 операционных управления и обменные пункты в Москве. Планировалось открыть филиалы АБ «Империал» в Новороссийске, Астрахани, Кирове и других городах России.
В 1995 году после статьи в газете Московские новости в Управлении по экономическим преступлениям ГУВД Москвы проводилось расследование деятельности руководителя банка С. Родионова, его жены и министра А. Фомина по хищению бюджетных средств. Дело «было спущено на тормозах», а автору статьи в «Московских новостях» неизвестные предлагали деньги за молчание.
Разразившийся в 1998 году экономический кризис нанёс серьёзный удар по банковскому сектору России, пострадал и банк «Империал» — 25 августа 1998 года ЦБ РФ отозвал лицензию у этого банка.
В мае 1999 года банк был признан банкротом, однако обстоятельства этого вызвали у экспертов вопросы и подозрения в жульничестве.

Стремительное банкротство банка «Империал» стало одним из самых скандальных и таинственных случаев в новейшей истории российских кредитных организаций— Всемирная история банкротств-2 // Приложение к Новой газете. — 1999. — № 5 (27) (март).
В июле 1999 года суд принял беспрецедентное решение — запретил Центробанку отзывать лицензию у «Империала».
В 2000 году банк был поддержан компанией «Лукойл», к 2004 году реструктуризовал долги, акционеры продали свои доли с дисконтом, имущество банка отошло к Лукойлу. В 2004 году Лукойл перестал финансово поддерживать банк.
Так и не оправившись после кризиса, банк повторно лишился лицензии 20 января 2004 года «в связи с неисполнением банком федеральных законов, регулирующих банковскую деятельность, а также нормативных актов Банка России, неспособностью удовлетворить требования кредиторов по денежным обязательствам и исполнить обязанность по уплате обязательных платежей».
В 2017 году группа инвесторов попыталась снова зарегистрировать банк с названием «Империал».

## Руководство
В разные годы в состав руководства банка входили:
- Председатель Совета директоров банка
  - 1994—1995 — Р. И. Вяхирев (с 1996 года — председатель Попечительского совета этого банка) — одновременно являлся председателем совета директоров «Газпрома».
- Председатель правления — Максим Трохов.
- Президент — Родионов Сергей Сергеевич, 6 июля 1998 года подал в отставку

## Вклад в культуру
Рекламные видеоролики банка, выходившие на экраны в течение пяти лет, стали культурным событием для российского общества. 18 рекламных роликов выглядели настоящими произведениями искусства. При съёмках этой рекламы проявился талант режиссёра Бекмамбетова, который за эти ролики получил призы на фестивалях.